# Honungsvaxskivling
Honungsvaxskivling (Hygrocybe reidii) är en svampart som beskrevs av Kühner 1976. Honungsvaxskivling ingår i släktet Hygrocybe och familjen Hygrophoraceae.  Arten är reproducerande i Sverige. Inga underarter finns listade i Catalogue of Life.
Artnamnet hedrar den brittiske mykologen Derek Reid.